# Jean-Pierre Jeunet
Jean-Pierre Jeunet, född 3 september 1953 i Roanne i Loire, är en fransk regissör. Jeunet fick sitt breda genombrott år 2001 med långfilmen Amelie från Montmartre.

## Karriär
Jeunet började sin filmkarriär med att göra reklamfilm och musikvideor. Han träffade tidigt designern Marc Caro, som han kom att göra två filmer tillsammans med : L'Evasion (1978) samt Le Manège (1980). 
Efter dessa filmer tillbringade han och Caro mer än ett år tillsammans med att förbereda sin tredje kortfilm Le bunker de la dernière Rafale (1981).  Filmen belönades med flera priser på olika filmfestivaler i Frankrike och andra länder. Jeunet regisserade därefter två andra kortfilmer utan hjälp av Caro: Pas de repos pour Billy Brakko (1984) och Foutaises (1989). I dessa medverkade för första gången Dominique Pinon som kom att bli en regelbunden medarbetare till Jeunet. Alla Jeunets kortfilmer fått många utmärkelser och han vann en andra César med Foutaises.
År 1991 var det dags för Jeunet och Caro att regissera sin första långfilm: Delikatessen. Den blev en stor succé och vann fyra Césars, bland annat pris för bästa nya regissörer och pris för bästa manus. I filmen medverkade bland andra Dominique Pinon, Rufus, Jean-Claude Dreyfus och Ticky Holgado, som senare skulle återkomma i andra filmer av Jeunet, och Maurice Lamy som haft en liten roll i Foutaises. Jeunet och Caro blev överraskade av framgången med filmen Delikatessen, men det gjorde möjligt för dem att ett projekt som de arbetat med i nästan 10 år. År 1995 kom De förlorade barnens stad. Där medverkade den amerikanske skådespelaren Ron Perlman, den chilensk-amerikanske skådespelare Daniel Emilfork, iranska fotografen Darius Khondji som redan var i rollbesättningen på Delikatessen, kompositören Angelo Badalamenti och modedesignern Jean-Paul Gaultier för kläderna.
Jeunet for sedan till Hollywood för att göra den fjärde filmen i Alienserien, Alien återuppstår (1997). Därefter gjorde han Amelie från Montmartre (2001) som blev en stor framgång och belönades med fyra César och en BAFTA Award. Jeunet Oscarsnominerades även i kategorin Bästa originalmanus. Audrey Tautou spelade huvudrollen, vilket hon även gjorde i hans nästa film, En långvarig förlovning (2004).

## Filmografi
- 1991 – Delikatessen
- 1995 – De förlorade barnens stad
- 1997 – Alien återuppstår
- 2001 – Amelie från Montmartre
- 2004 – En långvarig förlovning
- 2009 – Micmacs (Micmacs à tire-larigot)
- 2013 – T.S. Spivets fantastiska resa
- 2022 – Big Bug